# Lieder Frigyes

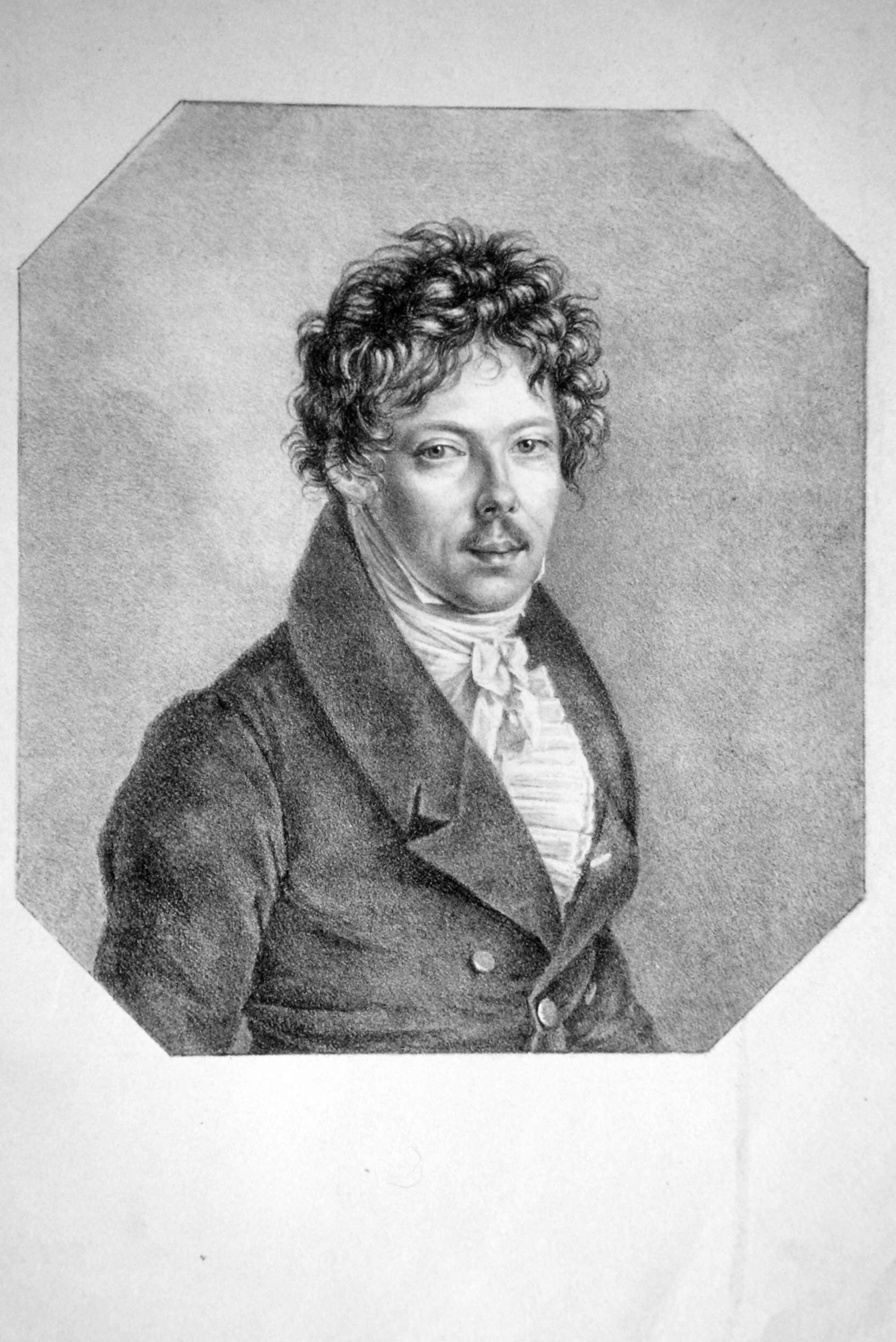
Önarckép. Litográfia (é. n.)

Lieder Frigyes (németül: Friedrich Johann Gottlieb Lieder, más nevei: Franz Lieder, id. Lieder Frigyes, Jean Gottlob Lieder) (Potsdam, 1780. július 3. – Pest, 1859. május 13.) német-magyar portré- és miniatúrafestő, litográfus.

## Élete
Pályafutása 17 éves korában indult, amikor a Berlini Akadémia kiállításán két képpel szerepelt. 1802-ben újra kiállított itt. 1803-1804-ben Párizsban tanult az École des Beaux-Arts-on Jacques-Louis David tanítványaként. Párizsban összeházasodott Chevalier d’Ellevaux de Limon lányával. A következő évben magyar arisztokraták megbízásából portrékat készített Pesten, Pozsonyban és Nagyszombatban, majd 1806-tól Bécsben mint miniatúrafestő dolgozott. 1814-ben másodszor is Párizsban tartózkodott.

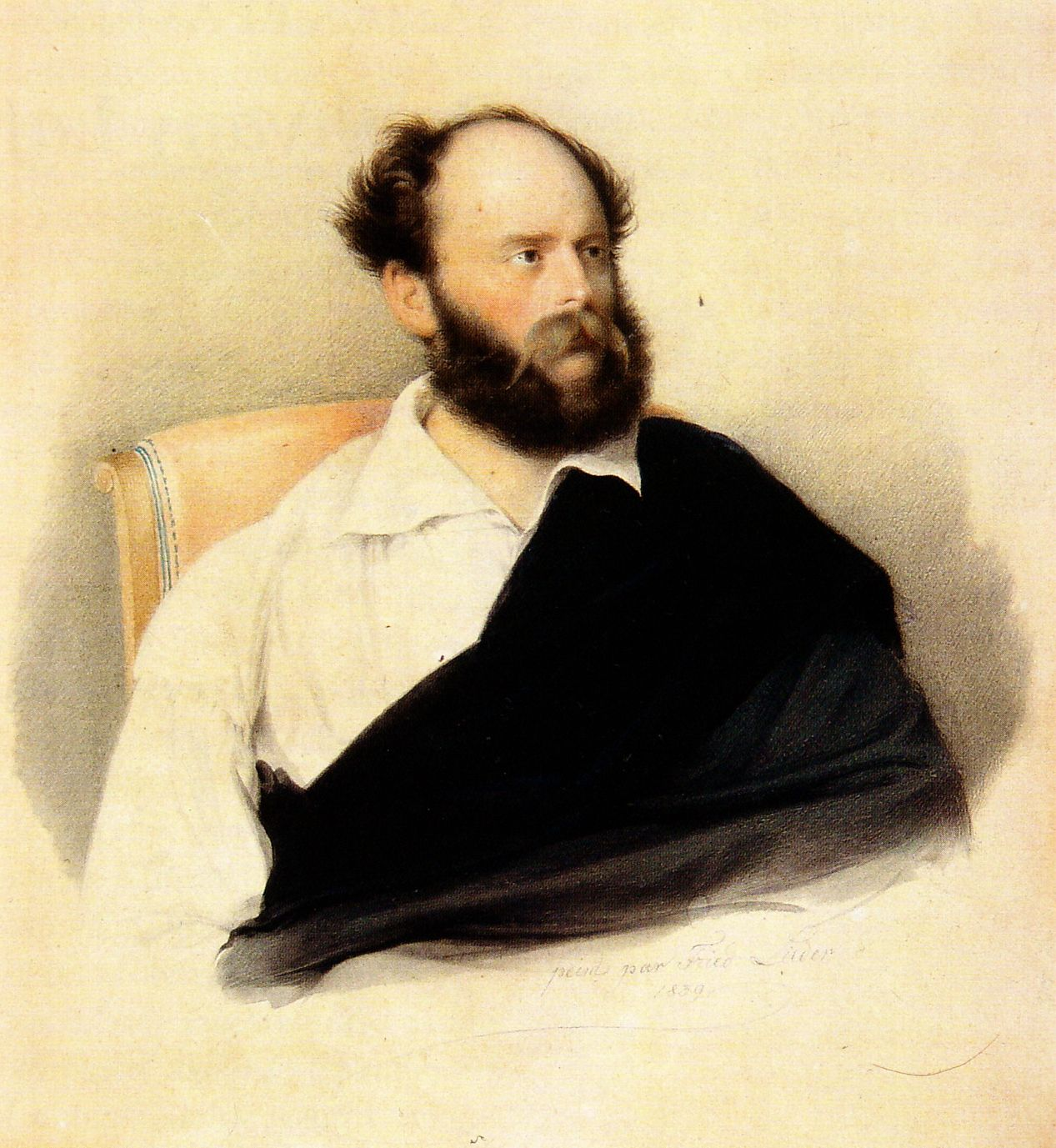
Batthyány Lajos portréja (1839)

1814-ben a Bécsi kongresszus alatt nagy sikert aratott arcképeivel. A művészetpártoló Metternich is megkedvelte és biztatta, hogy folytassa művészi tanulmányait Veronában és Párizsban. Mivel rendkívül precízen tudta reprodukálni képein a katonai (huszár-) uniformist, ezért 1816-1819 között berlini tartózkodásakor III. Frigyes Vilmos porosz király udvari festőnek nevezte ki. Ezt követően Bécsben, majd 1820-tól Pesten élt. 1822-ben a Veronai Kongresszus helyszínén dolgozott, s ettől az évtől 1840-ig rendszeresen kiállított a bécsi akadémiai kiállításokon. 1824-től tagja volt a Bécsi Képzőművészeti Akadémiának.
Fia, ifjabb Friedrich Lieder 1807 és 1884 között élt, szintén híres portréfestő volt. Unokája, Orzovenszky Károlyné Lieder Friderika a reformkor jeles hárfásaként ismert. (Orzovenszky híres fürdőorvos volt Balatonfüreden.)

## Munkája

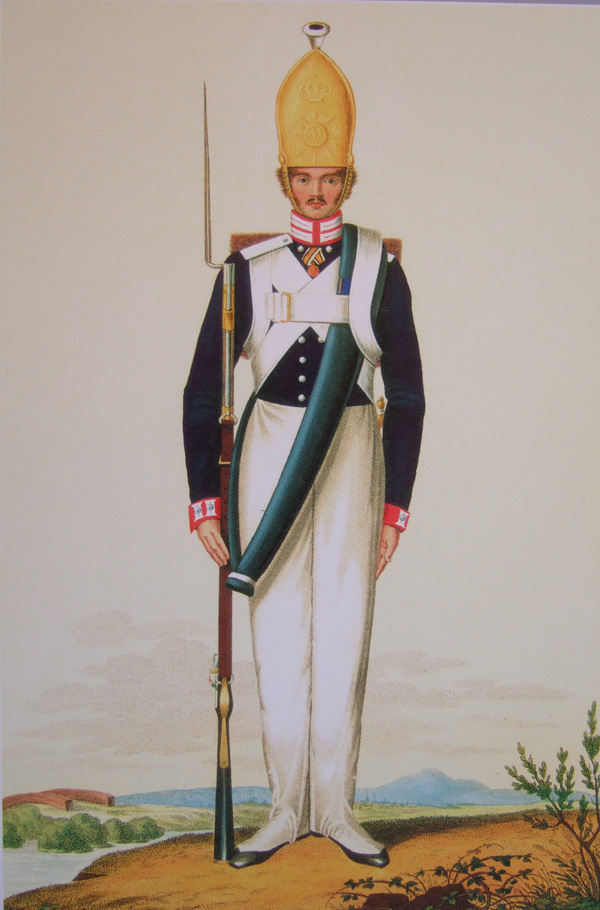
Az Első Gyalogezred (EGRzF) katonája (1825)

Miniatúrákat, akvarelleket, olajfestményeket készített, ezek voltak a kedvenc technikái. Erőssége a portré műfaja volt, arcképeit szinte tudományos pontossággal készítette. Elsősorban főnemeseket ábrázolt műveiben, de „magyar rebelliseket” is megfestett. Munkáit egyéni látásmód, gondos előkészítés, a pontos rajz és az egyszerű festés jellemzi. Litográfiái magas minőségűek.
A jeles magyar személyek közül többek között Balogh Pál, Batthyány Lajos, Cziráky Antal, Habsburg–Lotaringiai Hermina Amália főapátnő, József nádor, Károlyi István, Kubinyi Ágoston, Marastoni Jakab, Orczy László, Orosz József, Pyrker János László, Rudnay Sándor portréját festette meg. Néhány munkája megtalálható a Magyar Nemzeti Galéria gyűjteményében:
- Komlóssy X. Ferenc festő arckép, 1853, olaj, vászon (FEO_5980)
- Öttinger, József nádor lovászmester, 1845, olaj, karton (FEO_6179)
- Férfi portré, 1846, olaj, karton (FEO_FK5057)
- Női portré, é. n., olaj, karton (FEO_FK5058)
- Vadászat, é. n., olaj, vászon (FEO_FK5300)
- Wenckheim József báró, 1840-es évek, papír, ceruza (GRO_F4381)
- I. Ferenc József császár, 1850, olaj, vászon (RMO_L5.194)

## Emlékezete
1846-ban Károlyi Lázár írt kritikát róla, melyben művészetét utálatosnak, durvának és közönségesnek nevezte, festményeit „idejöket” múltnak és ízléstelennek. A kritikát 1903-ban Lyka Károly folyóirata, a Művészet újra közölte.
A Magyar Életrajzi Lexikon értékelése szerint „jól jellemzett, könnyed festőiségű arcképei, akvarellminiatűrjei korának kedvelt arcképfestőjévé tették”.
Meller Simon így jellemezte: „... Magasabb művészi fokot ért el Lieder Frigyes (1780-1859), aki Poroszországból származott Pestre, ahol az arisztokrácia kedvelt festője lőn. Arcképeit az empire szigorú szellemében festette: minden részletre kiterjedő pontossággal, a rajznak rendkívüli szabatosságával. Műveiben a rajz a fő; a szín csak másodsorban következik; s a színezett rajzok e korszakában arcképei a legjobbakkal versenyeznek.”
Művei rendszeresen szerepelnek aukciókon. Lyka Károly Magyar művészet című 1942-ben megjelentetett könyvében szerepelteti önarcképét.
1933 óta Bécsben utca viseli a nevét.

## Fordítás
- Ez a szócikk részben vagy egészben a Friedrich Johann Gottlieb Lieder című német Wikipédia-szócikk ezen változatának fordításán alapul.  Az eredeti cikk szerkesztőit annak laptörténete sorolja fel. Ez a jelzés csupán a megfogalmazás eredetét és a szerzői jogokat jelzi, nem szolgál a cikkben szereplő információk forrásmegjelöléseként.